# День нравственности и милосердия
День нравственности и милосердия (перс. روز اخلاق و مهرورزی‎) — иранский праздник, отмечающийся 17 рабиуль-авваля по календарю лунной хиджры.

## История праздника
На заседании Верховного совета культурной революции 6 марта 2007 года было принято решение о внесении в иранский праздничный календарь Дня нравственности и милосердия, совпадающего с днём рождения Пророка мусульман Мухаммеда. Таким образом, ежегодно этот день празднуется 17 рабиуль-ааваля по календарю лунной хиджры. В связи с особенностями лунного календаря в григорианском календаре этот праздник выпадает на разные даты.

## Значение праздника
Власти Ирана придают особенное значение этому празднику в связи с многочисленными новостями об исламистских террористах, ежемесячно совершающих акты насилия и фанатизма. Иранское правительство лишний раз напоминает о доброте, которая проходит через всю религию ислама, и праведном образе настоящего мусульманина, лучшим примером которого является Пророк Мухаммед.
В Коране и Сунне повествуется о множестве милосердных поступков, совершённых Пророком. Основные виды милосердия, которые проходят через все полотно священной книги мусульман, представлены ниже:
1. Милосердие к верующим. Сострадание Посланника к верующим было выше, чем к кому-либо. В Коране это упоминается в аяте 9:128: «К вам явился Посланник из вашей среды. Тяжко для него то, что вы страдаете. Он старается для вас. Он сострадателен и милосерден к верующим»[4].
2. Милосердие к собственным врагам. Пленные, взятые в битве при Бадре, были худшими врагами Пророка. Тем не менее, Мухаммед позаботился, чтобы им оказали лучшую медицинскую помощь. Умар, один из ближайших соратников Пророка, предложил вытащить два нижних зуба Сухайлу ибн Амру, постоянного говорившего злые слова о Пророке. Мухаммед ответил, что за такое Аллах покарал бы его в Судный день, несмотря на то, что Мухаммед — его посланник.
3. Милосердие к женщинам. Пророк был также добр и внимателен к женщинам, несмотря на то, что многие несведущие люди считали женщин несовершенными созданиями по сравнению с мужчинами. Мухаммед дал женщинам место наравне с мужчинами в общине.
4. Милосердие к детям. Пророк был особенно сострадателен к детям. Когда он видел плачущего ребёнка, он садился рядом с ним и выслушивал его горести. Он чувствовал материнскую обеспокоенность за своего ребёнка больше, чем сама мать.
5. Милосердие к рабам. Пророк строго велел щедро платить рабам, слугам и рабочим, занятым ручным трудом. Он сказал: «Те, кого Аллах сделал зависимыми от вас — ваши братья, слуги и помощники. Любой, у кого есть брат в подчинении, должен накормить его едой, что ест сам, дать ему одежду, какую носит сам».
6. Милосердие к животным. Пророк проявлял милосердие не только к людям, но и к животным. Мухаммед запретил своим товарищам держать животных голодными, беспокоить их зря и перегружать работой. Абу Хурайра рассказывал, что однажды путешественник увидел, как собака лижет грязь, мучаясь от жажды. Путешественник напоил собаку из того же колодца, из которого пил сам. Пророк был доволен его поступком и помиловал его грехи.